# Norton Commander (Motorrad)
Norton Commander ist der Name eines Motorrads des englischen Herstellers Norton-Villiers Ltd. aus Andover (Hampshire) (ab 1972: Norton-Villiers-Triumph, NVT). Zur Motorisierung dient ein wassergekühlter Zweischeiben-Wankelmotor mit einem Kammervolumen von 2 × 294 cm³ und einem Verdichtungsverhältnis von 9:1. Die Leistung beträgt 63 kW (85 PS) bei 9000/min.
Norton produzierte in den Jahren von 1988 bis 1992 zwei Typen dieser Baureihe mit insgesamt 253 Einheiten. Die erste Version, Norton Police Commander mit dem Codenamen P52 wurde als einsitziges Modell für Polizeizwecke und als Nachfolger des luftgekühlten Modells Interpol II entwickelt. Die zweite, zivile Version mit dem Codenamen P53, ist ein Zweisitzer und wurde als Tourenmotorrad unter der Bezeichnung Norton Commander angeboten.
Sowohl das P52 und das P53 hatten zunächst in die Vollverkleidung aus Fiberglas integrierte Gepäcktaschen. Der Entwurf hierzu kam von der für innovatives Styling bekannten Londoner Design-Firma Seymourpowell. Das Erscheinungsbild war elegant und modern, jedoch für das Zivilmodell ein Nachteil, da Tourenfahrer abnehmbare Koffer bevorzugen. Die P53 Karosserie wurde daher überarbeitet und mit abnehmbaren Kunststoffkoffern (schwarze Schale mit umlaufendem Aluminiumband) des Zubehörhändlers Krauser ausgestattet. Außerdem wurde gegenüber der frühen P53 Version, die nur in der Lackierung Westminster (ein dunkles Metallic-Grau) zu haben war, eine Auswahl von weiteren Karosseriefarben angeboten.

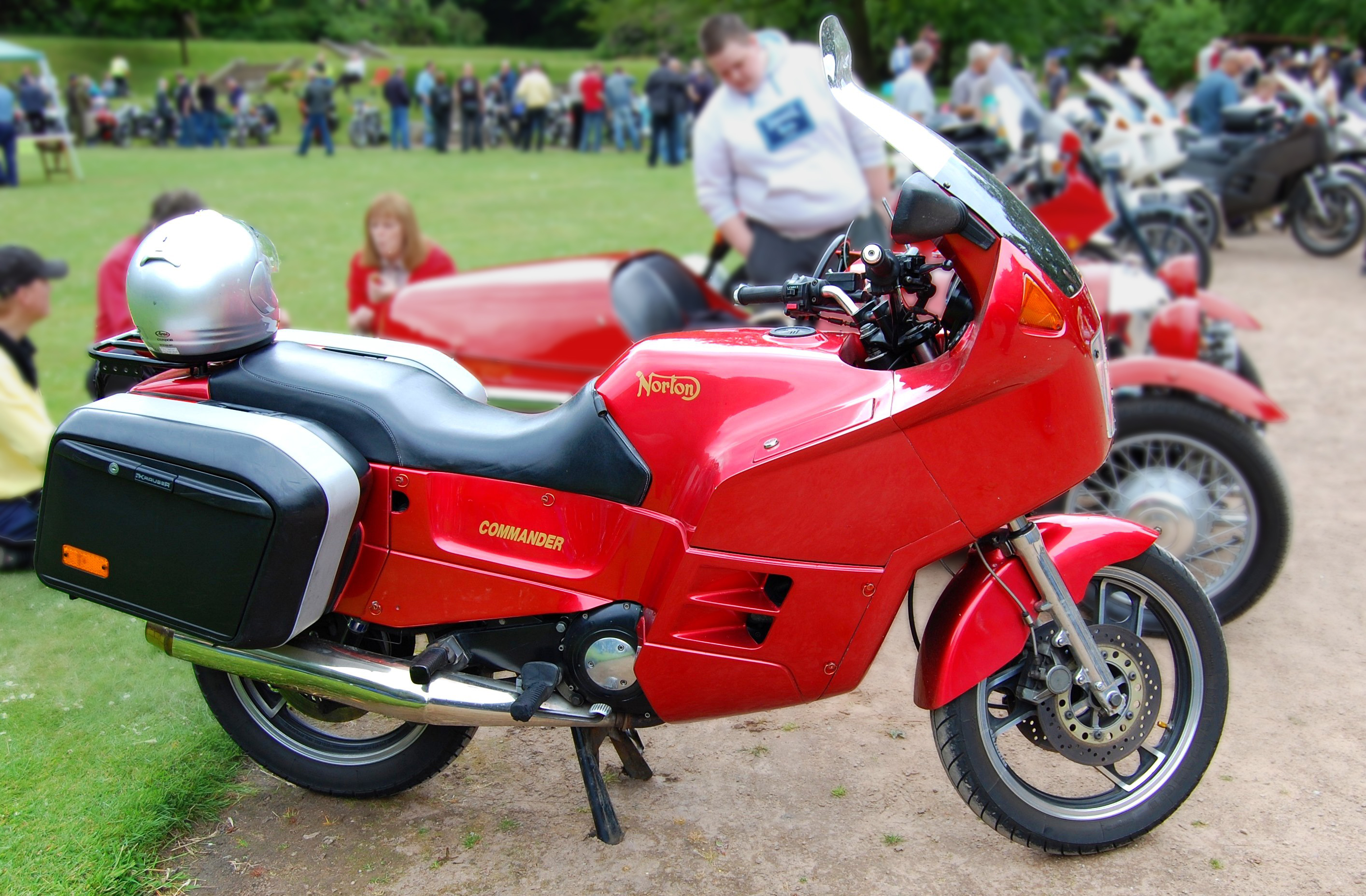
Norton Commander P53 mit abnehmbaren Krauser K2-Koffern
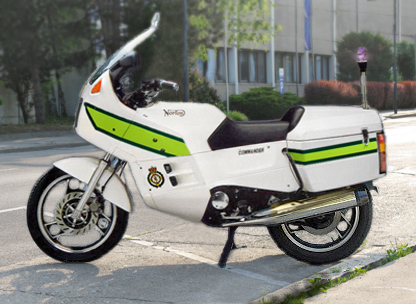
Norton Police Commander P52 mit dem Logo des London Ambulance Service

Trotz dieser Anstrengungen blieb der wirtschaftliche Erfolg für das zivile Modell aus, denn es waren zu viele Kompromisse notwendig, um aus der ursprünglichen Polizeimaschine eine Zivilversion zu machen, die am Markt bestehen konnte. So lagen z. B. bedingt durch den Umbau vom Ein- zum Zweisitzer die Fußrasten zu hoch, was zu einer beengten Sitzposition des Fahrers führte. Um die Kosten für die Polizeiversion im Rahmen zu halten, wurde auf verschiedene Komponenten (Vorderrad, Gabel und Bremsen) der Yamaha XJ 900 zurückgegriffen, welche allerdings gemessen an der Motorleistung zu gering dimensioniert waren.
Schließlich kam nach vier Jahren für beide Modelle der Produktionsstopp, denn im Alltagsbetrieb stellte sich ein weiterer Nachteil der schönen Karosserie heraus: Die heiße Luft um den Motor konnte nur schlecht abgeführt werden; die Maschine neigte daher im Leerlauf oder wenn sie im dichten Verkehr gefahren wurde zu Überhitzungsschäden! Dies bedeutete auch das Ende der Wankel-Ära im Motorradbau. Ein böses Wort besagte: „Die Norton Commander ist das beste Motorrad der Welt – wenn es abgestellt ist.“ Trotz der Mängel hat sich die Norton Commander jedoch einen bleibenden Platz in der Geschichte des Motorrads gesichert.